# Saurenchelys meteori
Saurenchelys meteori är en fiskart som beskrevs av Wolfgang Klausewitz och Zajonz 2000. Saurenchelys meteori ingår i släktet Saurenchelys och familjen Nettastomatidae. IUCN kategoriserar arten globalt som livskraftig. Inga underarter finns listade i Catalogue of Life.